# Diachasmimorpha alcatica
Diachasmimorpha alcatica är en stekelart som först beskrevs av Fischer 1966.  Diachasmimorpha alcatica ingår i släktet Diachasmimorpha och familjen bracksteklar. Inga underarter finns listade i Catalogue of Life.